# Уокер, Джордж (шахматист)
Джо́рдж Уо́кер (англ. George Walker; 13 марта 1803, Лондон — 23 апреля 1879, Лондон) — английский шахматист, шахматный организатор, теоретик и литератор, аналитик эндшпиля. Редактор первого постоянного шахматного отдела в журнале Bell's Life in London (1832—1873) и первого шахматного английского журнала «Филидориен» (The Philidorian; 1837—1838; вышло 6 номеров). В 1831-м году основал Вестминстерский шахматный клуб, где состоялся матч Лабурдонне — Мак-Доннелл (1834). Автор ряда шахматных книг. Перевёл на английский язык работу К. Яниша «Новые анализы начал шахматной игры». Ряд анализов Уокера имеет значение для теории эндшпиля.

## Книги
- A new treatise on chess. London, 1832. (Новый трактат о шахматной игре)
- A selection of games at chess, actually played by Philidor and his contemporaries. London, 1835. (Избранные партии, игранные Филидором и его современниками)
- Chess and chess-players. London, 1850. (Шахматы и шахматисты)